# 天池正登
天池 正登（あまいけ まさと、1972年 - ）は、日本の材料工学エンジニア。日本曹達勤務。

## 来歴
岐阜県富加町に生まれる。岐阜県立可児高等学校を経て信州大学繊維学部を卒業し、引き続き同大学大学院に進んで博士課程を修了。
2021年4月1日付で日本曹達研究開発本部材料評価研究部長に就任。

## 受賞
- 第1回日本油化学会オレオサイエンス賞 - 2002年、「糖を相互作用点とする高次構造の制御」（他の2名と連名）[2]